# جيل كوري
جيل كوري (بالإنجليزية: Jill Corey)‏ هي مغنية أمريكية، ولدت في 30 سبتمبر 1935 في أفونمور في الولايات المتحدة.

## وصلات خارجية
- جيل كوري على موقع IMDb (الإنجليزية)
- جيل كوري على موقع ميوزك برينز (الإنجليزية)
- جيل كوري على موقع ديسكوغز (الإنجليزية)
- جيل كوري على موقع قاعدة بيانات الفيلم (الإنجليزية)